# Bamberg (Jižní Karolína)
Bamberg je město v americkém státě Jižní Karolína. Žijí zde asi 3000 obyvatel.

## Historie
Bamberg je pojmenován po Williamu Seabornovi Bambergovi. Členové jeho rodu žijí v kraji dodnes. Místní radnice, historická čtvrť nebo pošta jsou uvedeny v americkém Národním registru historických památek.

## Demografie
| Rok  | Počet obyvatel |
| ---- | -------------- |
| 1880 | 648            |
| 1900 | 1533           |
| 1920 | 2210           |
| 1940 | 3000           |
| 1960 | 3081           |
| 1980 | 3672           |
| 2000 | 3733           |
| 2020 | 3076           |

## Klima
Klima v této oblasti se vyznačuje poměrně vysokými teplotami a rovnoměrně rozloženými srážkami po celý rok. Podle Köppenovy klasifikace má Bamberg vlhké subtropické klima.

## Osobnosti
- Nikki Haley, guvernérka Jižní Karolíny (2011–2017), velvyslankyně Spojených států při OSN (2017–2018) a v roce 2024 prezidentská kandidátka[5][6]